# Альбусьер
Альбусье́р (фр. и окс. Alboussière) — коммуна во Франции, находится в регионе Рона — Альпы. Департамент коммуны — Ардеш. Входит в состав кантона Сен-Пере. Округ коммуны — Турнон-сюр-Рон.
Код INSEE коммуны — 07007.

## Население
Население коммуны на 2008 год составляло 907 человек.
| 1962 | 1968 | 1975 | 1982 | 1990 | 1999 | 2008 |
| ---- | ---- | ---- | ---- | ---- | ---- | ---- |
| 726  | 700  | 696  | 605  | 727  | 754  | 907  |

## Экономика
В 2007 году среди 506 человек в трудоспособном возрасте (15—64 лет) 392 были экономически активными, 114 — неактивными (показатель активности — 77,5 %, в 1999 году было 66,1 %). Из 392 активных работали 363 человека (200 мужчин и 163 женщины), безработных было 29 (15 мужчин и 14 женщин). Среди 114 неактивных 27 человек были учениками или студентами, 47 — пенсионерами, 40 были неактивными по другим причинам.

## Достопримечательности
- Замок Кроза[фр.][2]
- Часовня Сен-Дидье-де-Крюссоль

## Фотогалерея
- Замок Кроза
- Озеро
- Мэрия
- Карта коммуны